# Кобрин
Ко́брин (бел. Ко́брын) — город в Брестской области Беларуси. Административный центр Кобринского района. Четвёртый по количеству населения город в области (уступает Бресту, Барановичам и Пинску).
Численность населения — 52 432 человек (на 1 января 2025 года).

## Этимология
Польский лингвист А. Брюкнер отождествлял название Кобрина с прусским топонимом Kobrun (название леса, зафиксированное под 1354 годом) и с прусским kaāubri «терн», «колючка». Тот же корень присутствует и в названиях рек Kubra (бассейн р. Нарев), Кубрь (в Подмосковье) и др.
Озвучивались и иные версии происхождения названия. По мнению белорусского географа Вадима Жучкевича, название города произошло от имени исчезнувшего народа обры, согласно летописям обитавшего в Западном Полесье. По версии польского географа Юзефа Сташевского, название образовалось как освоение кельтского имени Кобрунус. Советский славист Олег Трубачёв, отрицая кельтскую гипотезу, связывал происхождение топонима с результатом сложения местоименного префикса к- со старославянской основой -брьние (грязь).

## Геральдика
Герб и флаг учреждены Указом Президента Республики Беларусь 22 июля 2004 года № 340 и зарегистрированы в Государственном геральдическом регистре Республики Беларусь № Б-13 и Б-14. Одобрены решением Кобринского районного Совета депутатов от 4 декабря 2002 года № 119.

## География и транспорт
Город расположен на западе Полесья на равнинных берегах реки Мухавец в месте её соединения с Днепровско-Бугским каналом, в 41 км к востоку от Бреста. Площадь территории города составляет 31,6 км². Протяжённость с севера на юг и с запада на восток — около восьми километров.
Кобрин является важным узлом автомобильного транспорта. Через город проходят автомагистрали М1 (Брест — Москва; часть европейского маршрута E30 и панъевропейского транспортного коридора II Берлин — Нижний Новгород), М12 (Кобрин — граница Украины [Мокраны]; часть европейского маршрута E85), а также автомагистраль М10 (Кобрин — Гомель), соединяющая между собой районные центры Полесья. Кроме того, через город проходят республиканские дороги Р2 (часть старой дороги Брест — Москва от Столбцов до Кобрина) и Р102 (граница Польши — Высокое—Каменец — Кобрин).
Значение города с точки зрения железнодорожного транспорта не столь велико. Располагаясь на линии Полесских железных дорог, станция Кобрин не является узловой и находится в 23 км от являющейся железнодорожным узлом станции Жабинка (направления на Брест, Минск и Гомель).
Городской общественный транспорт представлен автобусами (17 маршрутов) и маршрутными такси. Норматив обслуживания по городским перевозкам без учёта автобусов индивидуальных предпринимателей более 1 автобуса на 2000 человек перевыполняется на 16 %.
В городе действует три автомобильных моста — в центре, в западной части, и в восточной части, а также железнодорожный мост через реку Мухавец.

## История
Определить дату основания поселения, возникшего при укреплении в месте впадения реки Кобринка в реку Мухавец, по имеющимся данным невозможно. В ходе исследования шурфа в 1999 году археологом О. В. Иовым найдены остатки керамики IX—X веков. Ранее в городе на глубине 1,5—2 метра были выявлены фрагменты старой мостовой из брёвен.
Впервые город Кобрин (Кобрынь) упоминается в духовной грамоте волынского князя Владимира Васильковича под 1287 годом, в которой тот завещал город своей жене Ольге Романовне:
|  | Се ӕзъ, кнѧзь Володимѣръ, сн҃ъ Василковъ, вноукъ Романовъ, пишоу грамотоу. Далъ есмь кнѧгинѣ своеи по своемь животѣ городъ свои Кобрынь и с людми, и з данью: како при мнѣ даӕли, тако и по мнѣ ать дають кнѧгинѣ моеи.Ипатьевская летопись // Полное собрание русских летописей. — Т. 2. — СПб., 1908. — Стлб. 903—938. |

|  | Вот я, князь Владимир, сын Васильков, внук Романов, пишу грамоту. Дал я своей княгине после своей смерти город свой Кобрин, с людьми и данью. Как при мне платили дань, пусть так же после меня платят моей княгине.Дмитриева Л. А. Памятники литературы Древней Руси: XIII век. — М.: Художественная литература, 1981. — С. 395. |

Со времени первого упоминания Кобринская земля находилась во владении волынских князей. С первой половины XIV века город входил в состав Великого княжества Литовского. В 1404—1519 годах был центром удельного Кобринского княжества, принадлежавшего князьям Кобринским — ветви династии Гедиминовичей.
На месте первоначального поселения были сооружены деревянные Верхний и Нижний замки. Точная дата их постройки неизвестна, согласно материалам ревизии 1597 года, в то время они пришли в упадок. Верхний замок был обнесён каменными стенами с многоярусными деревянными башнями, Нижний — рвом и валом. Замки соединялись подъёмным мостом. К нашему времени сохранились лишь остатки замкового рва. На поверхности земли найдены обломки керамики, датированные XII—XIII веками.
К западу от замков около 1497 года последний кобринский князь построил Спасский монастырь (сохранилось одно здание). Город застраивался с востока на запад параллельно Мухавцу. Широкая пойма реки разделяла его на две части. Согласно данным ревизии 1563 года, на левом берегу было 5 улиц, рыночная площадь и ратуша (не сохранилась), на правом — 2 улицы. В 1540 году на территории Кобрина проведен канал Бона — первый известный в Белоруссии мелиорационный объект.
После пресечения рода князей Кобринских княжество преобразовано в староство, которое в 1532 году в качестве повета присоединено к Подляшскому воеводству, с 1566 года находилось в составе Берестейского воеводства.
В 1589 году город получил магдебургское право и герб — в серебряном поле фигуры девы Марии и святой Анны (в честь хозяйки города Анны Ягеллонки), Богоматерь держит на руках младенца Иисуса.
Город сильно пострадал в годы военных лихолетий середины XVII века. В сентябре 1648 года казацкие отряды окружили Кобрин и разбили хоругвь стольника Винцента Корвин Гонсевского, практически весь город был сожжён. В середине XVII века в городе насчитывалось около 1700 жителей, 478 домов. В 1653 году здесь были шведы; но они не сделали городу стольких опустошений, как литовско-польское войско в 1662 году, поднявшее бунт вследствие неуплаты жалованья. В 1795 Кобрин назначен был уездным городом Литовской губернии, в 1796 Слонимской, 1802 Гродненской. К концу XVIII века город был восстановлен — в 1790-х годах в нём было 2160 жителей и 360 домов.

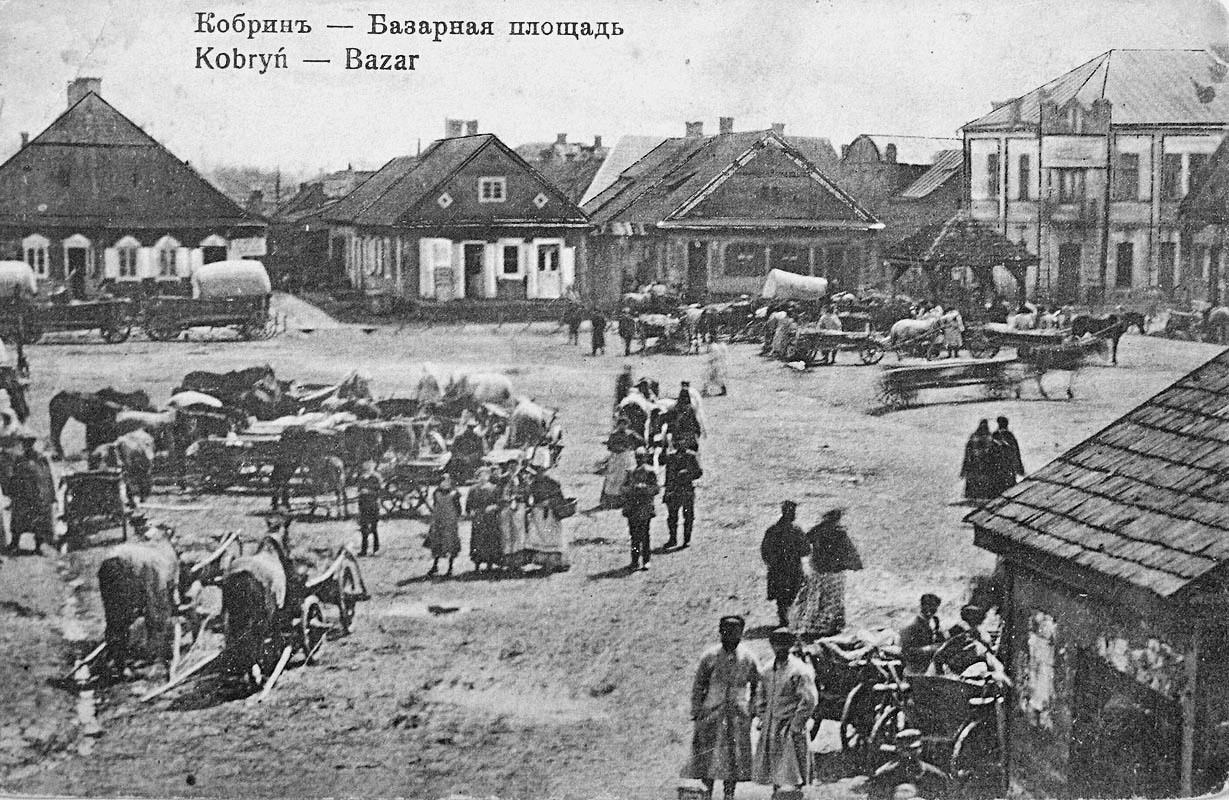
Базарная площадь. Начало XX века
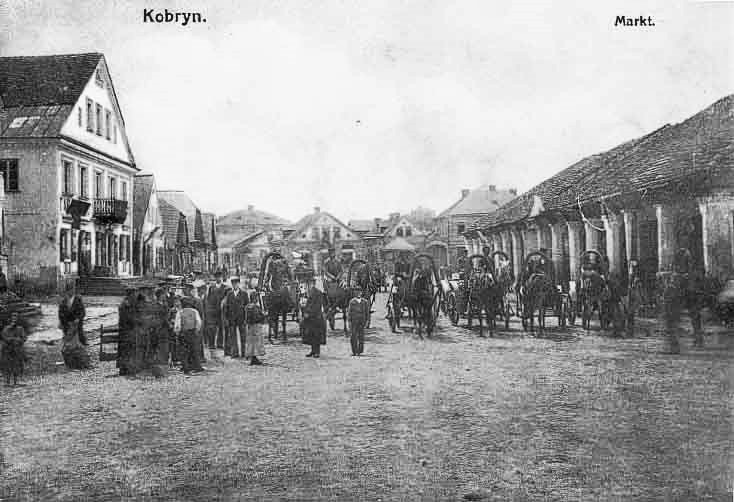
Базарная площадь, около 1916
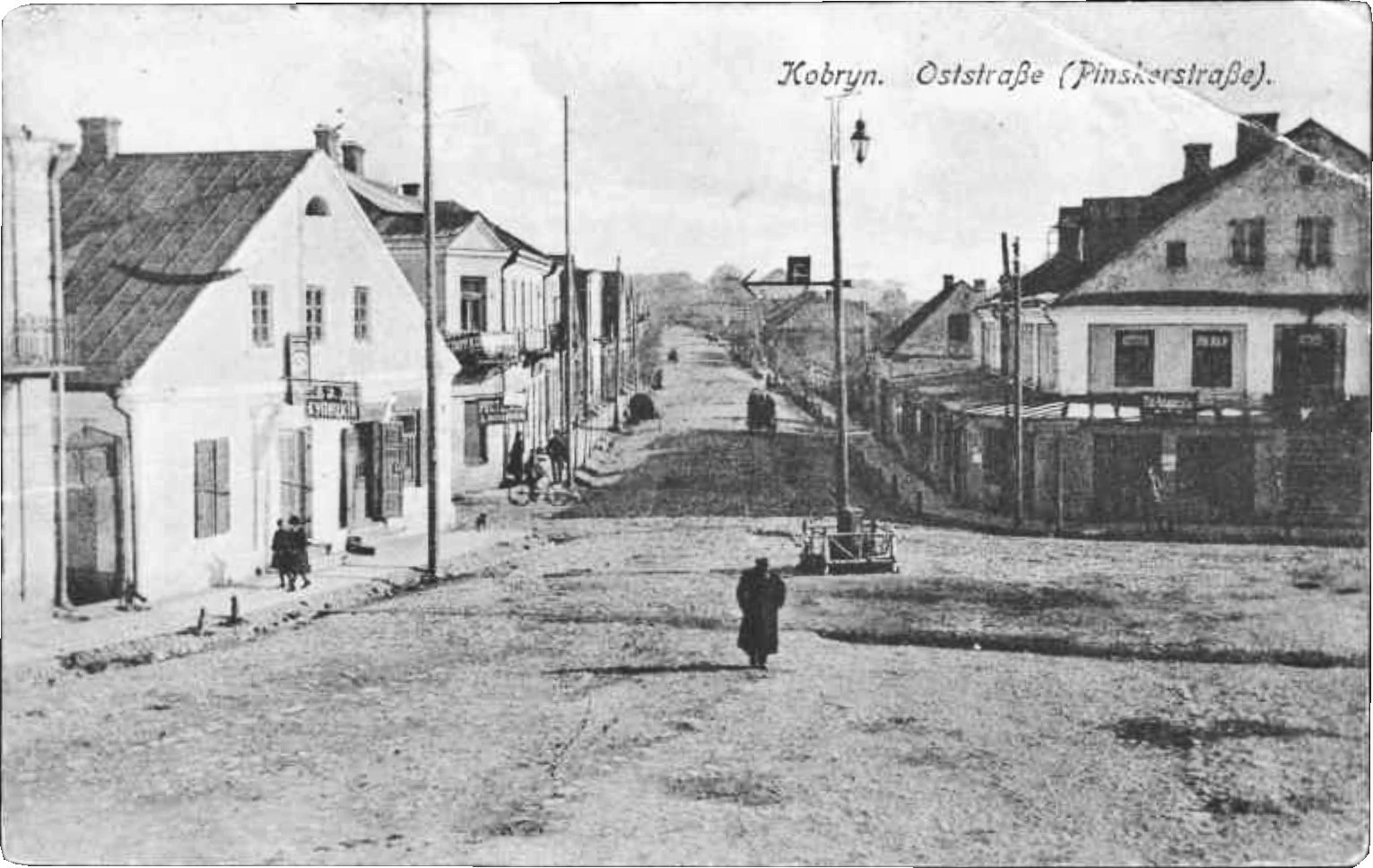
Восточная (Пинская) улица, около 1916
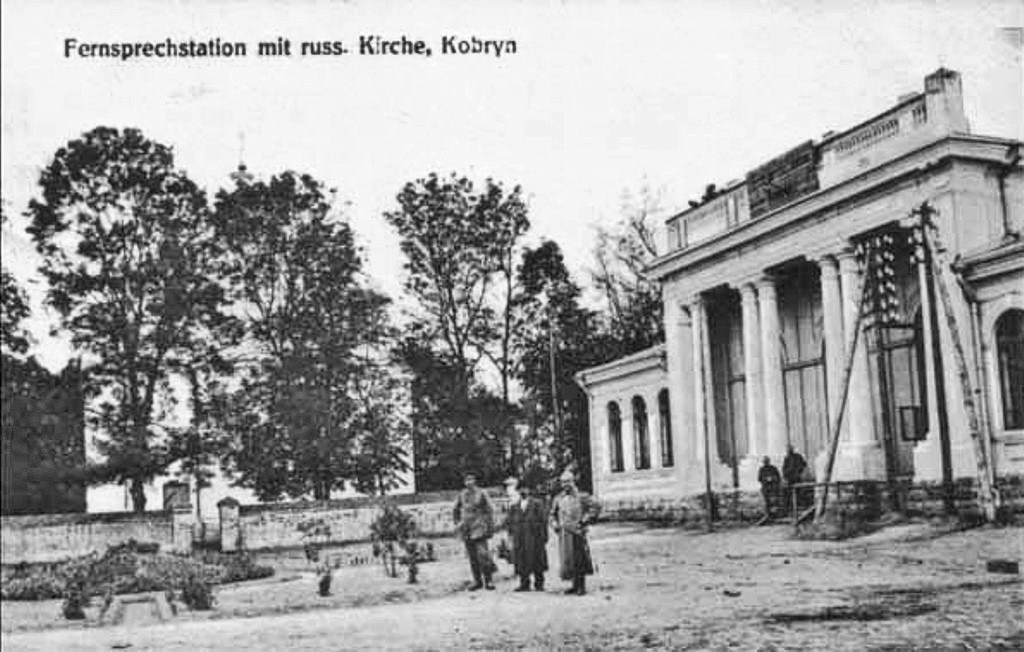
Ссудный дворянский банк, около 1916

С 1795 года Кобрин находился в составе Российской империи, был центром одноимённого уезда в составе Гродненской губернии. Летом 1812 года русские войска близ Кобрина разгромили отряд наполеоновской армии; в городе сгорело 548 домов из 630. В 1897 году в городе проживало 10 408 жителей (из них 64,7 % назвали еврейский язык родным, 15,6 % — украинский, 12,5 % — русский, 4,5 % — польский, 0,8 % — белорусский), насчитывалось 30 предприятий.
В 1915 году Кобрин был оккупирован немецкими войсками, а в 1919 году занят польской армией. В 1921—1939 годах находился во составе II Речи Посполитой, был центром повета в составе Полесского воеводства. В сентябре 1939 года был занят советскими войсками, после чего был включён в состав БССР, с января 1940 года — центр района. В 1939 году в городе насчитывалось 15,3 тысяч жителей.
С 23 июня 1941 по 20 июля 1944 года был оккупирован немецкими войсками. Евреев Кобрина, составлявших перед войной 70 % его жителей, нацисты согнали в гетто и к октябрю 1942 года убили.
На послевоенный период приходится бурное развитие города, быстро растёт население. В 1959 году в городе было 13,7 тысячи жителей, в 1970 — 24,9 тысячи жителей.
4 января 2002 года Кобринский район и город Кобрин объединены в одну административно-территориальную единицу – Кобринский район с административным центром город Кобрин.
18-19 сентября 2009 года в городе состоялся республиканский фестиваль-ярмарка тружеников села «Дожинки-2009». Для подготовки к столь масштабному мероприятию на реконструкцию городской инфраструктуры и строительство новых «дожиночных» объектов было выделено порядка 400 млрд рублей (около 144 млн долларов США). Было отремонтировано 190 жилых домов, 7 школ, 126 км улиц, построена 850-метровая набережная, ледовая арена, аквапарк, Дворец культуры, гребной канал, амфитеатр в парке Суворова и другие объекты. В реконструкции города было занято около 2 тысяч строителей из разных городов страны.
В 2024 году отмечен значительный вклад в повышение благоустроенности в 2023 году территории в г. Кобрине.
В 2025 году в связи с празднованием 80-й годовщины Победы советского народа в Великой Отечественной войне, а также в целях увековечивания подвига воинов Красной армии, трудящихся, партизан и подпольщиков Кобрин награжден вымпелом «За мужнасць і стойкасць у гады Вялікай Айчыннай вайны» (Указ Президента Республики Беларусь от 8 апреля 2025 года № 144).

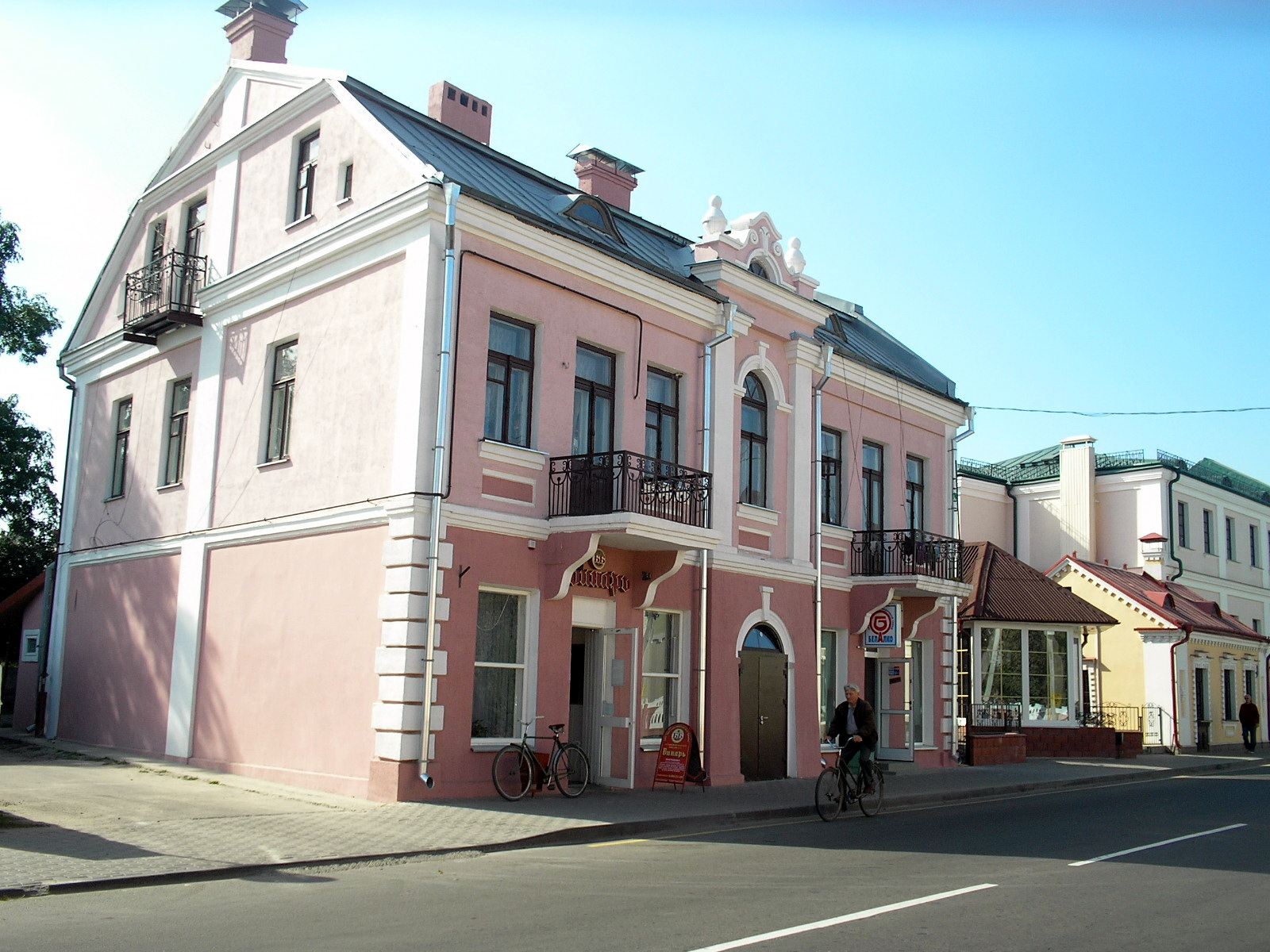
Застройка по улице Первомайской
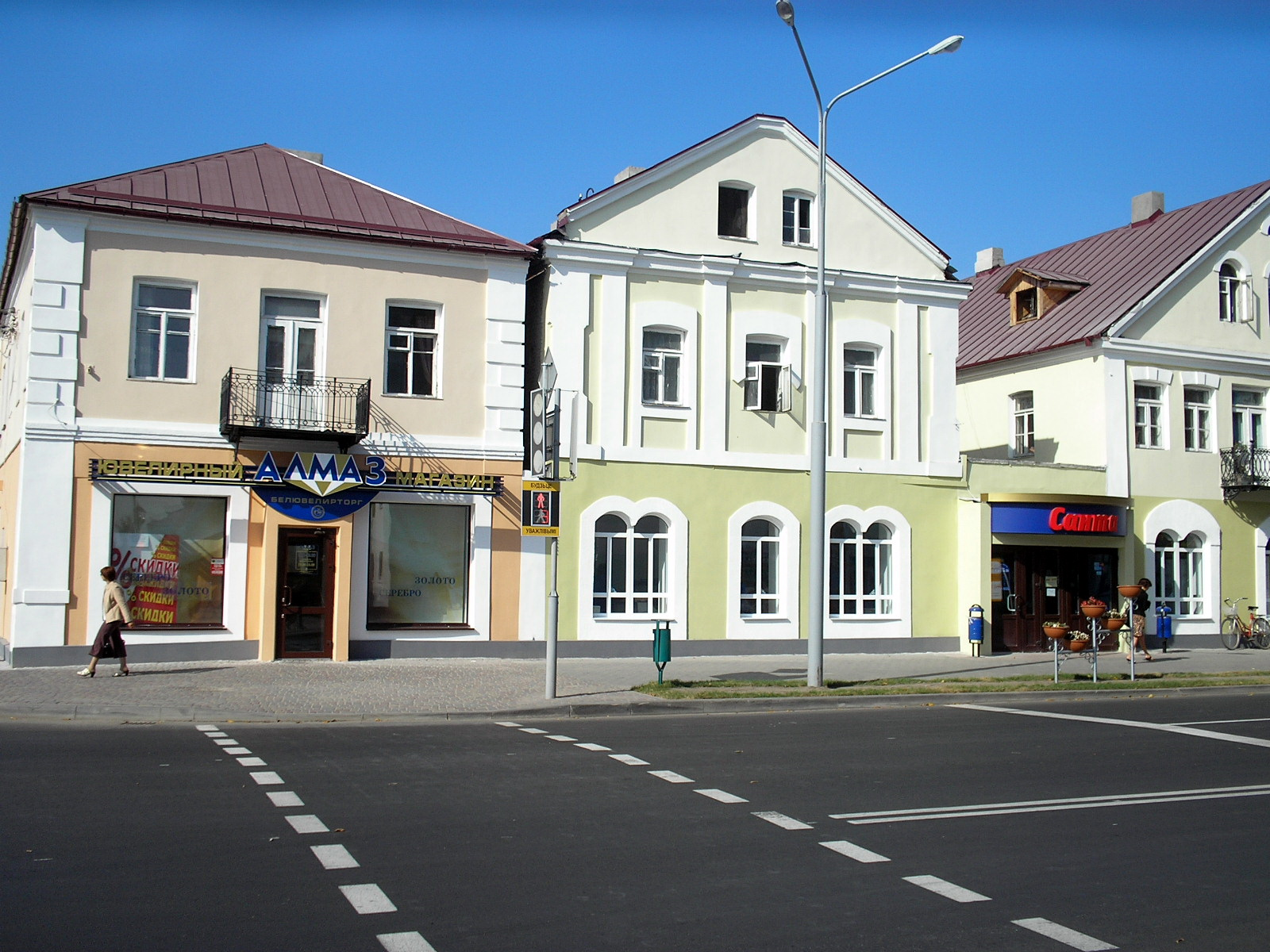
Дома по улице Ленина
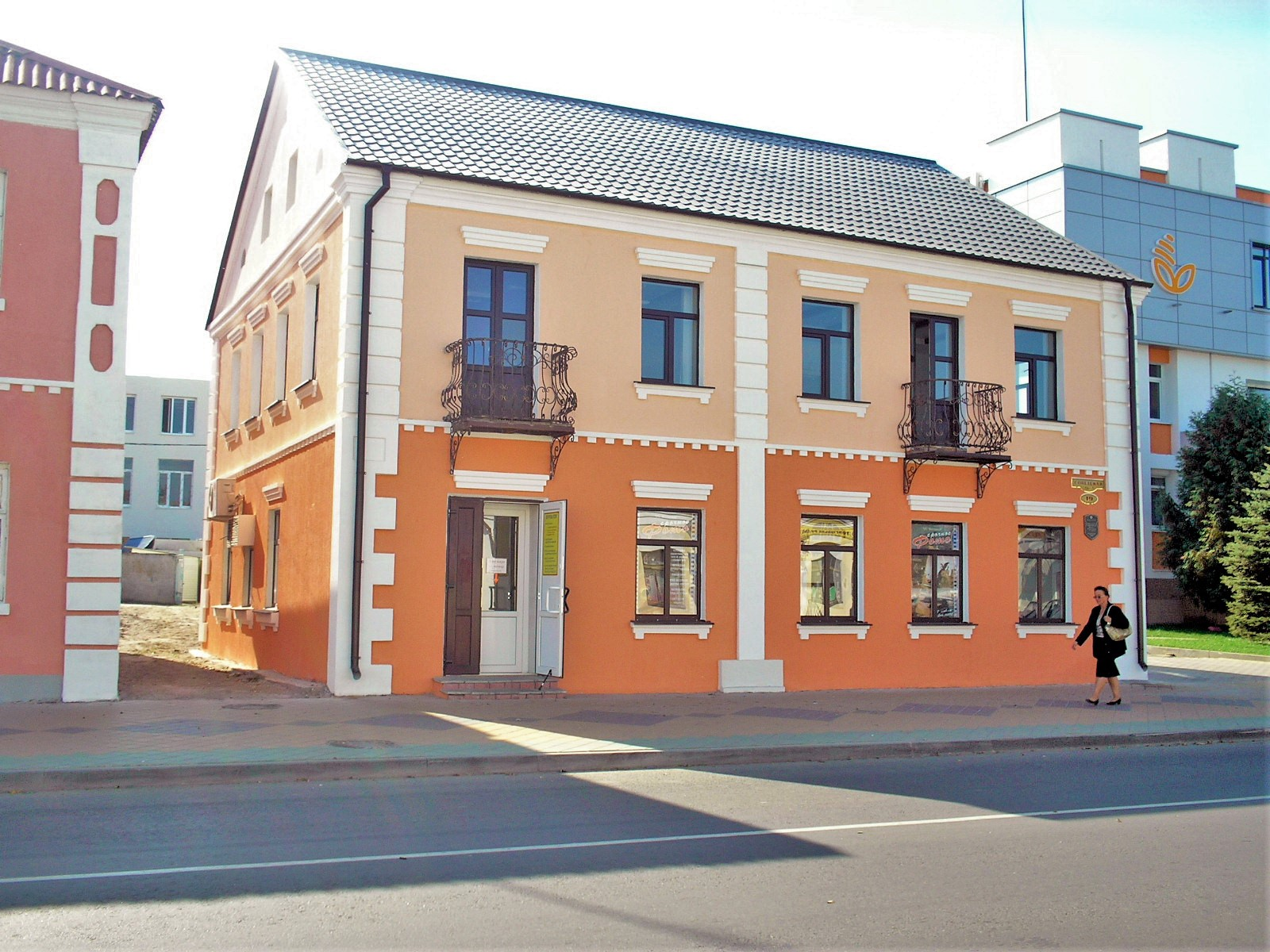
Здание по улице Советской
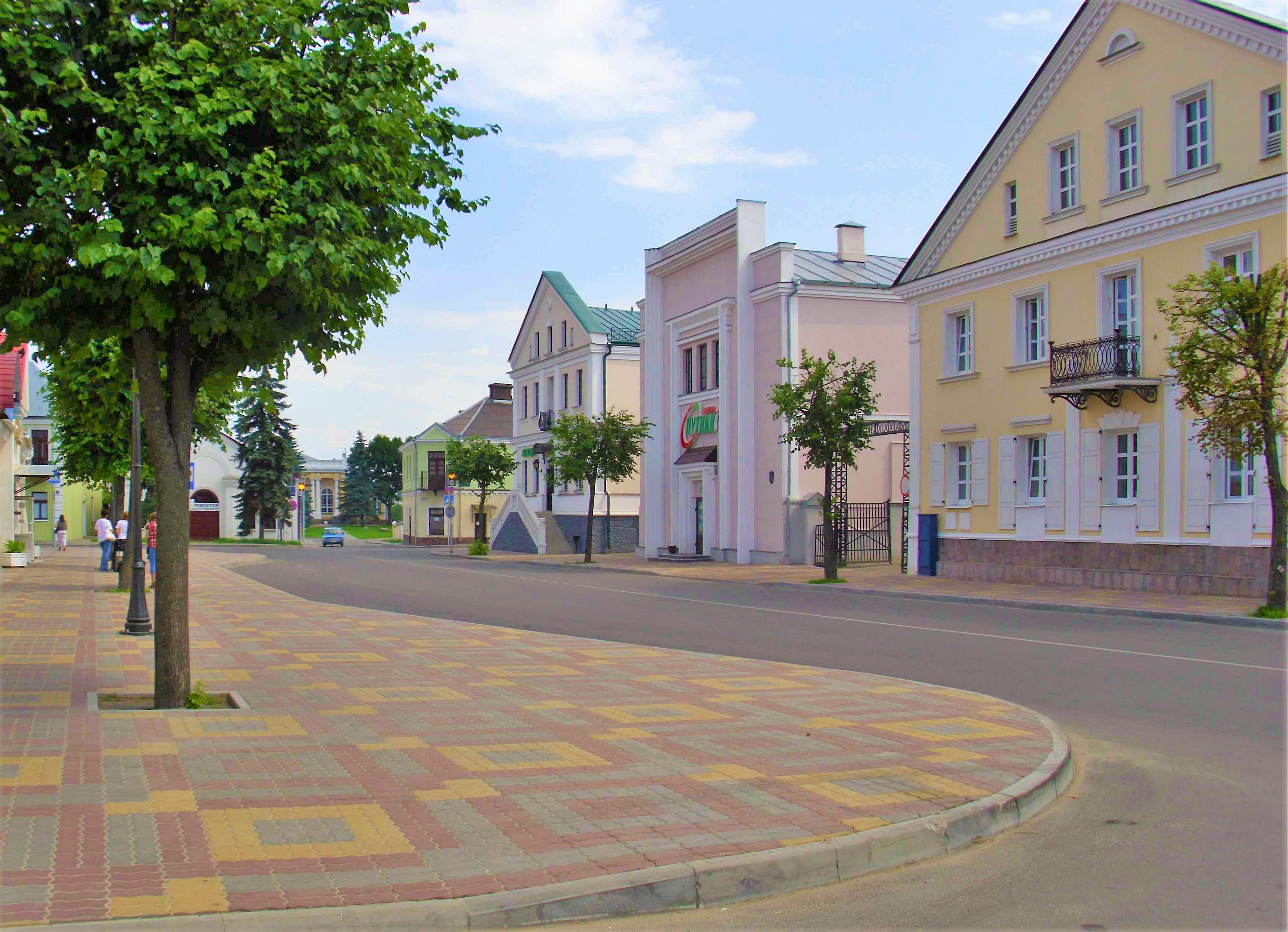
Застройка площади Свободы

Во время проведения фестиваля-ярмарки общая протяженность торговых рядов составила более 7 км. Свои услуги предлагали свыше 250 предприятий торговли, общественного питания и бытового обслуживания. В спортивно-массовых мероприятиях приняли участие не менее 1200 человек.
Жизнь города и района освещается местным телеканалом «Кобринское телевидение» (КТВ), газетами «Кобрынскі веснік» и «Кобрин-информ».

## Население
В 1817 году население города составляло 1427 человек (из них 899 человек — евреи). К 1897 году население возросло до 10 365 человек, а к 1907 уменьшилось до 8754, что связано в первую очередь с эмиграцией в США и другие страны. В первой половине XX века население практически не росло и составляло в 1956 году примерно 11 тысяч человек. Во второй половине века начался бурный рост города, продолжавшийся до 1990-х годов (26 300 человек в 1972, 49 400 человек в 1991 году).
В 2008 году население города составило 50 900 человек. По данным республиканской переписи населения 2009 года в Кобрине проживало 51 166 человек, из них 23 755 (46,43 %) мужчин и 27 411 (53,57 %) женщин. К 2011 году население города увеличилось до 51 687 человек, а к началу 2018 года превысило отметку в 53 тысячи жителей.
В 2017 году в Кобрине родилось 634 и умерло 568 человек, в том числе 4 ребёнка в возрасте до 1 года. Коэффициент рождаемости — 11,9 на 1000 человек (средний показатель по району — 12,1, по Брестской области — 11,8, по Республике Беларусь — 10,8), коэффициент смертности — 10,7 на 1000 человек (средний показатель по району — 13,8, по Брестской области — 12,8, по Республике Беларусь — 12,6).
Численность населения — 52 670 человек (на 1 января 2023 года). На 1 января 2024 года численность населения 52 635 человек.
Численность населения — 52 432 человек (на 1 января 2025 года).
| Национальный состав по переписи 2009 года | Национальный состав по переписи 2009 года | Национальный состав по переписи 2009 года | Национальный состав по переписи 2009 года | Национальный состав по переписи 2009 года | Национальный состав по переписи 2009 года | Национальный состав по переписи 2009 года | Национальный состав по переписи 2009 года | Национальный состав по переписи 2009 года | Национальный состав по переписи 2009 года | Национальный состав по переписи 2009 года |
| Всего (2009)                              | белорусы                                  | белорусы                                  | русские                                   | русские                                   | украинцы                                  | украинцы                                  | поляки                                    | поляки                                    | армяне                                    | армяне                                    |
| ----------------------------------------- | ----------------------------------------- | ----------------------------------------- | ----------------------------------------- | ----------------------------------------- | ----------------------------------------- | ----------------------------------------- | ----------------------------------------- | ----------------------------------------- | ----------------------------------------- | ----------------------------------------- |
| 51 166                                    | 44 659                                    | 87,28 %                                   | 3945                                      | 7,71 %                                    | 1668                                      | 3,26 %                                    | 411                                       | 0,8 %                                     | 54                                        | 0,11 %                                    |
| 51 166                                    | татары                                    | татары                                    | азербайджанцы                             | азербайджанцы                             | греки                                     | греки                                     | немцы                                     | немцы                                     | молдаване                                 | молдаване                                 |
| 51 166                                    | 51                                        | 0,1 %                                     | 23                                        | 0,04 %                                    | 22                                        | 0,04 %                                    | 22                                        | 0,04 %                                    | 19                                        | 0,04 %                                    |
| 51 166                                    | грузины                                   | грузины                                   | евреи                                     | евреи                                     | цыгане                                    | цыгане                                    | литовцы                                   | литовцы                                   | мордва                                    | мордва                                    |
| 51 166                                    | 13                                        | 0,03 %                                    | 13                                        | 0,03 %                                    | 13                                        | 0,03 %                                    | 10                                        | 0,03 %                                    | 9                                         | 0,02 %                                    |

## Экономика
Всего в Кобринском районе на 1 января 2018 года функционирует 19 промышленных предприятий, подавляющее большинство расположено в городе Кобрине.
Темп роста объемов производства в действующих ценах за январь-декабрь 2017 года составил 112,5 %.
- ОАО «САЛЕО-Кобрин» (производство гидроцилиндров);
- СП СООО «ПП Полесье» (производство детских игрушек из пластмассы);
- «Кобринский хлебозавод» филиал РУПП «Брестхлебпром»;
- ОАО "Кобринская швейная фирма «Лона»;
- ОАО «Кобринский маслодельно-сыродельный завод»;
- ОАО «Кобринский мясокомбинат»;
- ОАО "Кобринский инструментальный завод «СИТОМО»;
- ОАО «Кобринагромаш» (официальный дилер Минского тракторного завода);
- ИП «Промышленный альянс» (выпуск столярных и кованых изделий)[37];
- РУПП "Кобринская прядильно-ткацкая фабрика «Ручайка» (производство смесовых технических тканей и пряжи ткацкого и трикотажного назначения);
- ГОЛУ «Кобринский опытный лесхоз» (производство пилолесоматериалов);
- ОАО «Кобрин-текстиль»;
- СООО «Де Ёнг Текстиль»[36];
- ОАО «Кобринский Химик» (выпуск лакокрасок, швейных изделий, рапсового масла, добыча мела);
- СООО «Флексопак плюс» (производство полиэтиленовой упаковки);
- СП «Колор» ООО (производство водно-дисперсионных, акриловых материалов, декоративных штукатурок);
- ООО «Текстильторг» (производство подушек, одеял, мягких игрушек под торговой маркой «Забава»);
- ЗАО «Оптималсервис» (проектирование и строительство систем газоснабжения, водоснабжения и канализации);
- ИООО «Лангхайнрих Конфекцион Бел» (пошив скатертей, салфеток, постельных комплектов);
- ИООО ВЕЛПАК-Кобрин (производство и изготовление гофротары, производство гофроящиков и гофроупаковки);
- ООО «Бетопласт» (изготовление форм для производства заборов, фонтанов, биоканализаций).

## Образование

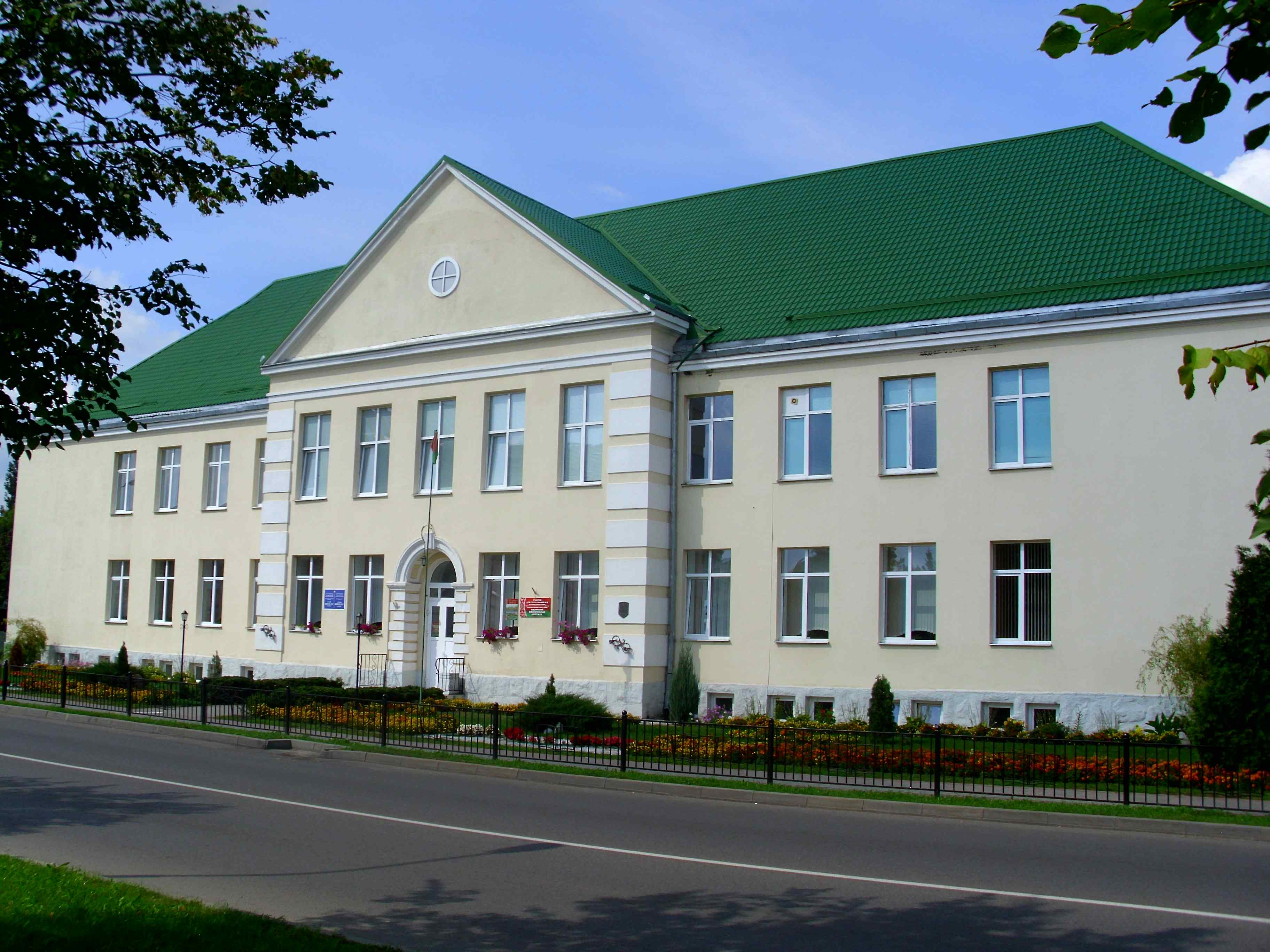
Школа № 1, до Второй мировой войны — государственная гимназия имени Марии Родзевич

В городе действуют следующие учреждения профессионально-технического образования:
- «Кобринский государственный политехнический колледж» (ранее — строительное училище);
- «Кобринский государственный профессиональный лицей сферы обслуживания»[38];
- «Кобринский государственный художественный профессионально-технический колледж» (в 2013 году присоединён к политехническому колледжу[39]).

В городе работает 9 средних общеобразовательных школ, гимназия, школа-интернат для слабослышащих детей, школьный детский дом. Среди учреждений специализированного обучения действуют:
- Центр коррекционно-развивающего обучения и реабилитации;
- Центр детского творчества (дом творчества юных);
- Эколого-биологический центр детей и юношества (станция юннатов);
- Центр технического творчества учащихся;
- Спортивная школа олимпийского резерва (КСДЮШОР);

Также в городе работает 16 детских садов.

## Культура
- Дом культуры
- Военно-исторический музей имени Александра Васильевича Суворова[43].

## События и мероприятия
- В 2009 году прошёл республиканский фестиваль «Дажынкi».
- 10-12 июня 2021 года прошёл культурно-спортивный фестиваль «Вытокі. Крок да Алiмпу».

## Достопримечательности

Памятник основателям Кобрина — князю Владимиру Васильковичу и княгине Ольге Романовне

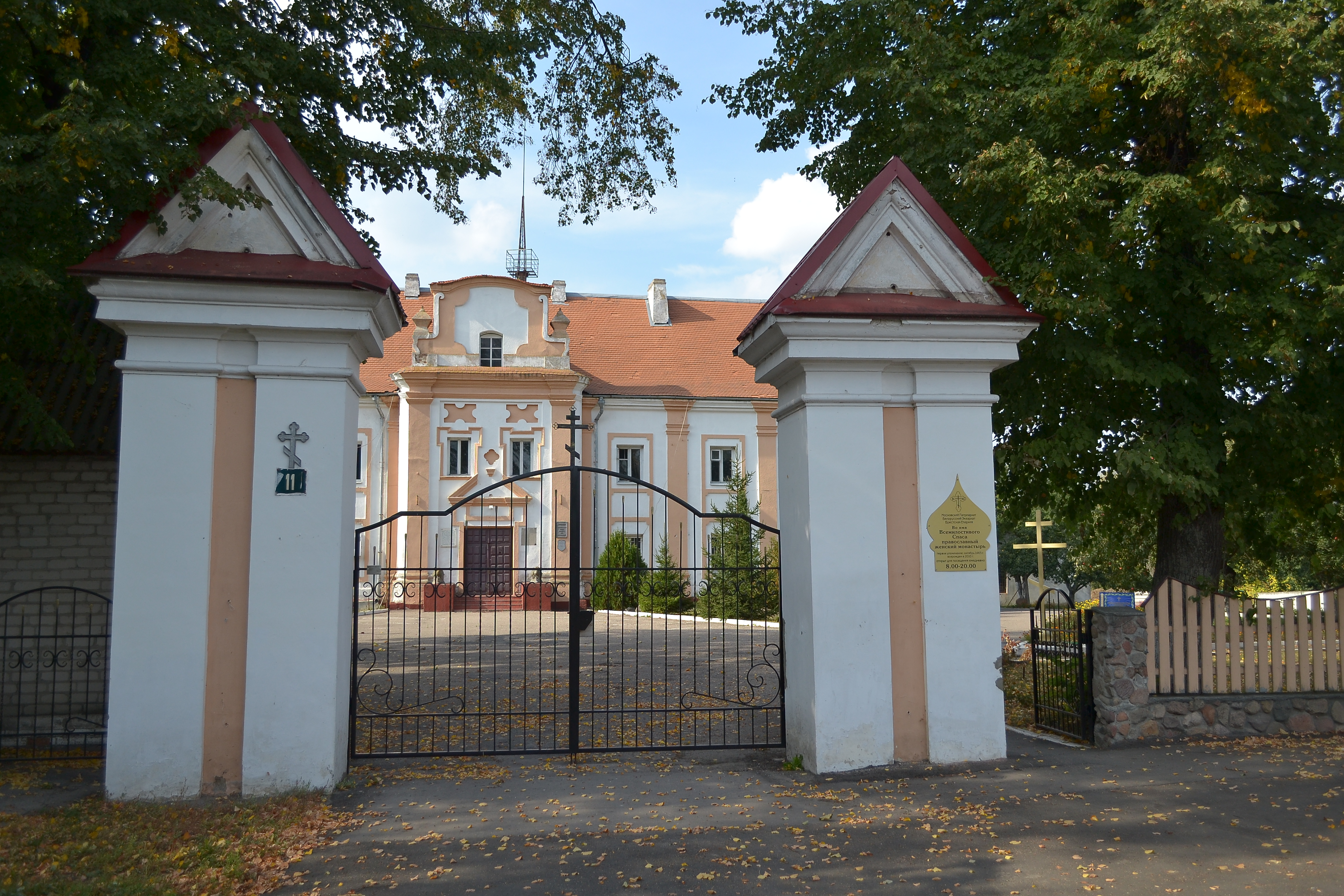
Спасский монастырь

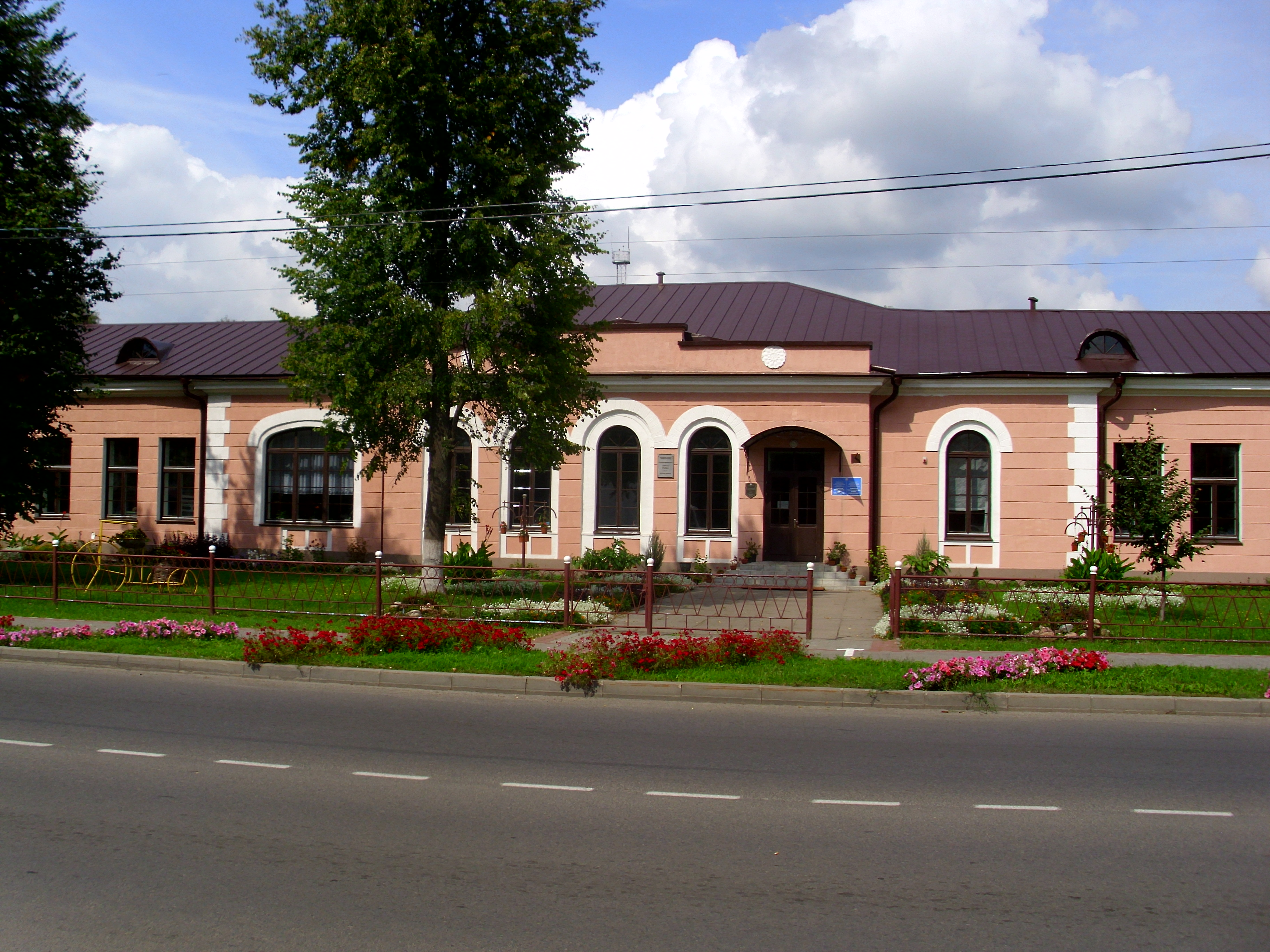
Почтовая станция

- Спасский монастырь (вторая половина XVIII века[комм. 3])
- Усадебный дом (1790[комм. 4])
- Никольская церковь (1750)
- Парк имени Суворова (1768)
- Бывшая синагога (XVIII век)[44]
- Здание бывшей тюрьмы (1821)
- Успенский костёл (1841—1843)
- Петропавловская церковь (1862—1864[комм. 5])

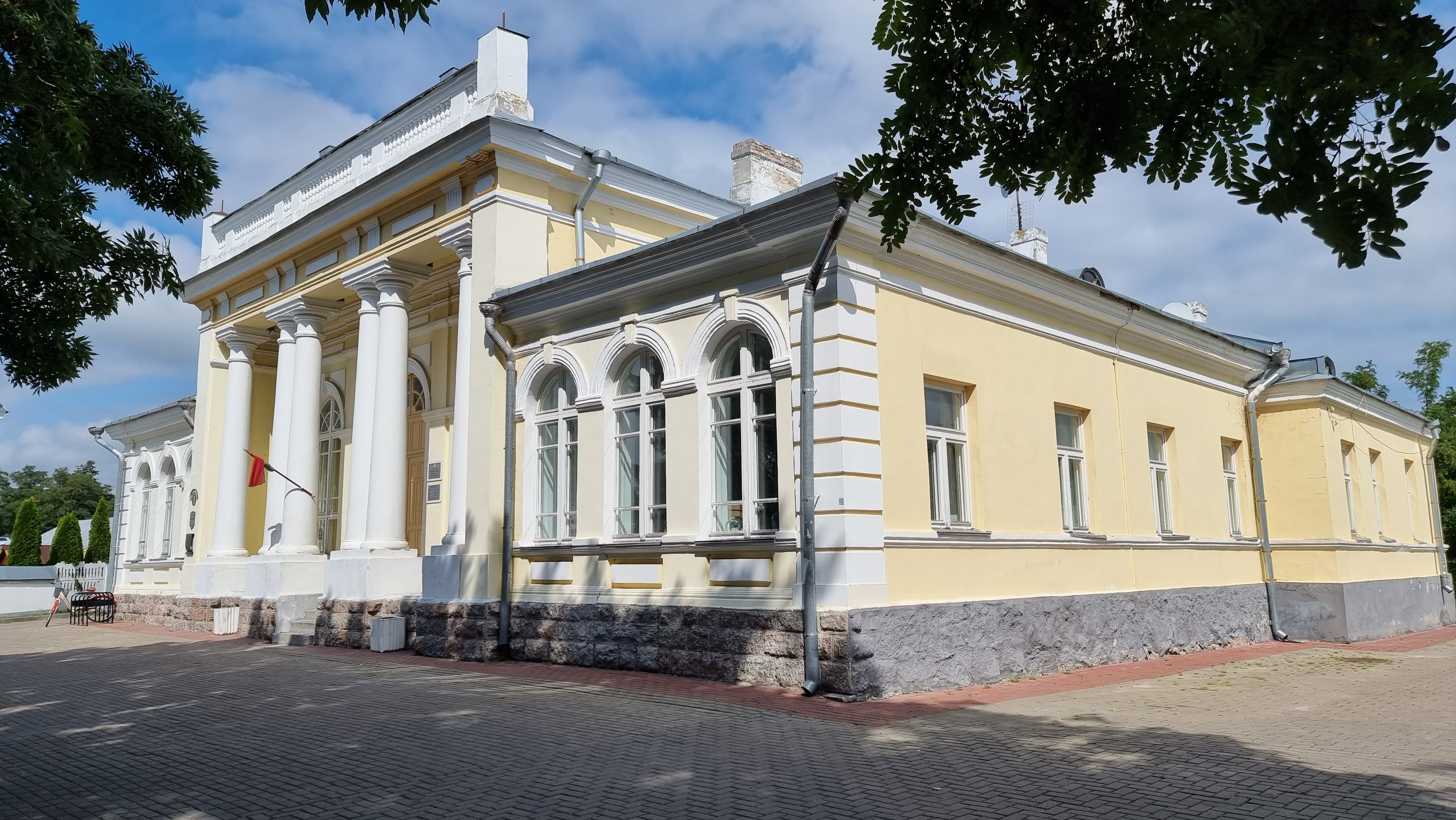
Ссудный дворянский банк

- Ссудный дворянский банкСобор Александра Невского (1864—1868)
- Георгиевская церковь (1889)
- Гимназия имени Марии Родзевич (1910)[45].
- Почтовая станция (1846) —  Историко-культурная ценность Республики Беларусь, шифр 113Г000398
- Ссудный дворянский банк (1912, ныне в здании расположен ЗАГС).
- Военно-исторический музей Суворова (новое здание, построено в 1990).
- Дом молитвы евангельских христиан-баптистов (1993).
- Свято-Христорождественская церковь (2004).
- Сквер воинской славы (2010).
- Днепровско-Бугский канал

### Памятник, скульптура
- Памятник В. И. Ленину
- Памятник-вертолёт Ми-8СМВ
- Памятник-танк Т-44
- Памятник в честь первой крупной победы русской армии над Наполеоном 27 июля 1812 (1912)[комм. 6].
- Памятник основателям Кобрина — князю Владимиру Васильковичу и княгине Ольге Романовне. Установлен в 2009 году, скульптор Александр Лыщик

### Памятник природы, заказник
- Парк культуры и отдыха имени Суворова — памятник природы республиканского значения

### Утраченное наследие
- Замок (XIV в.)
- Костёл (1513)

## Галерея

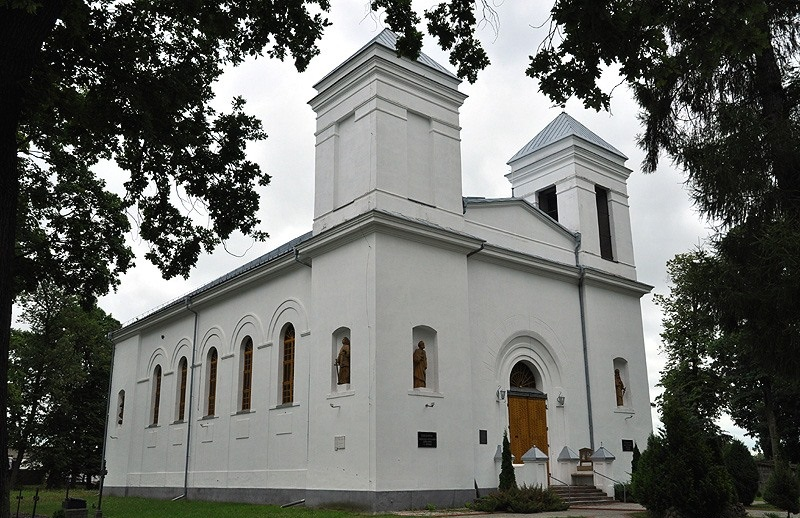
Успенский костёл
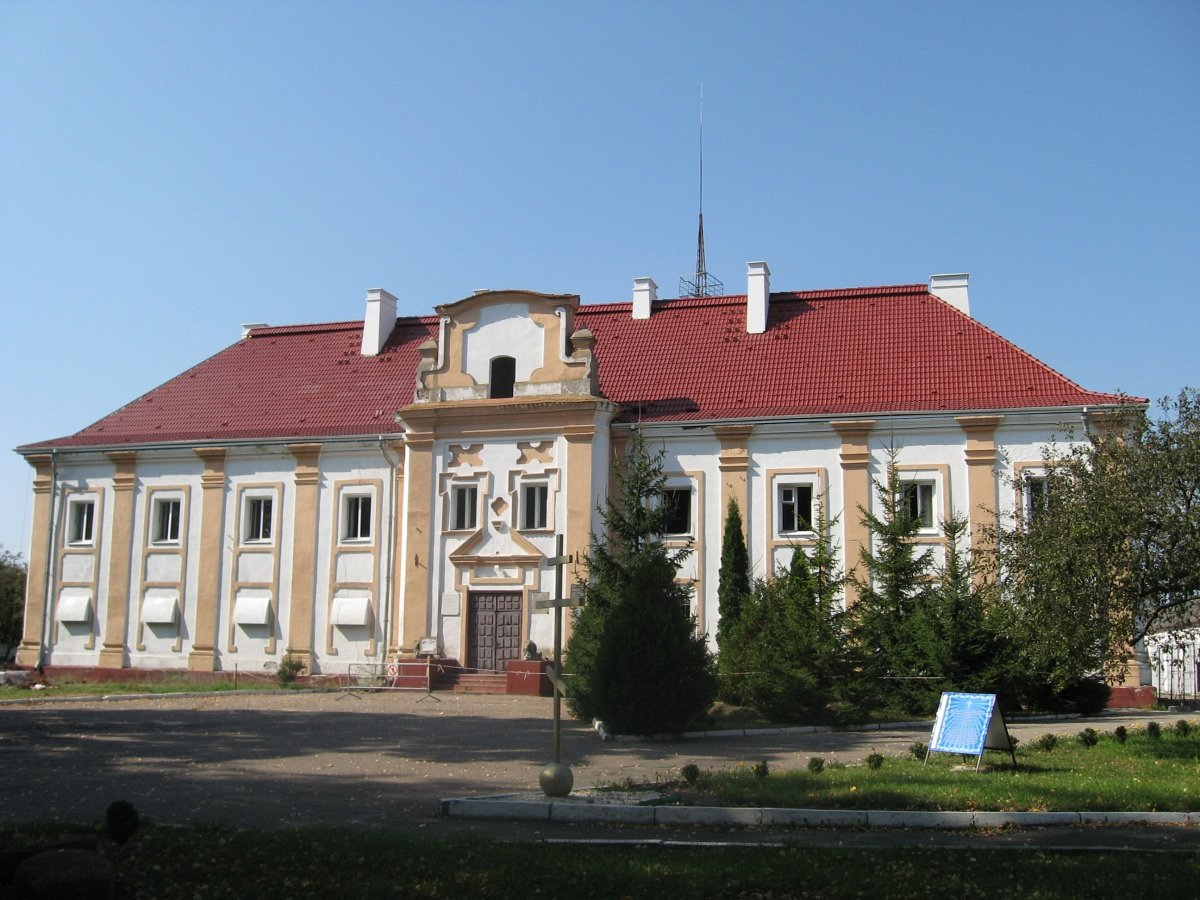
Спасский монастырь
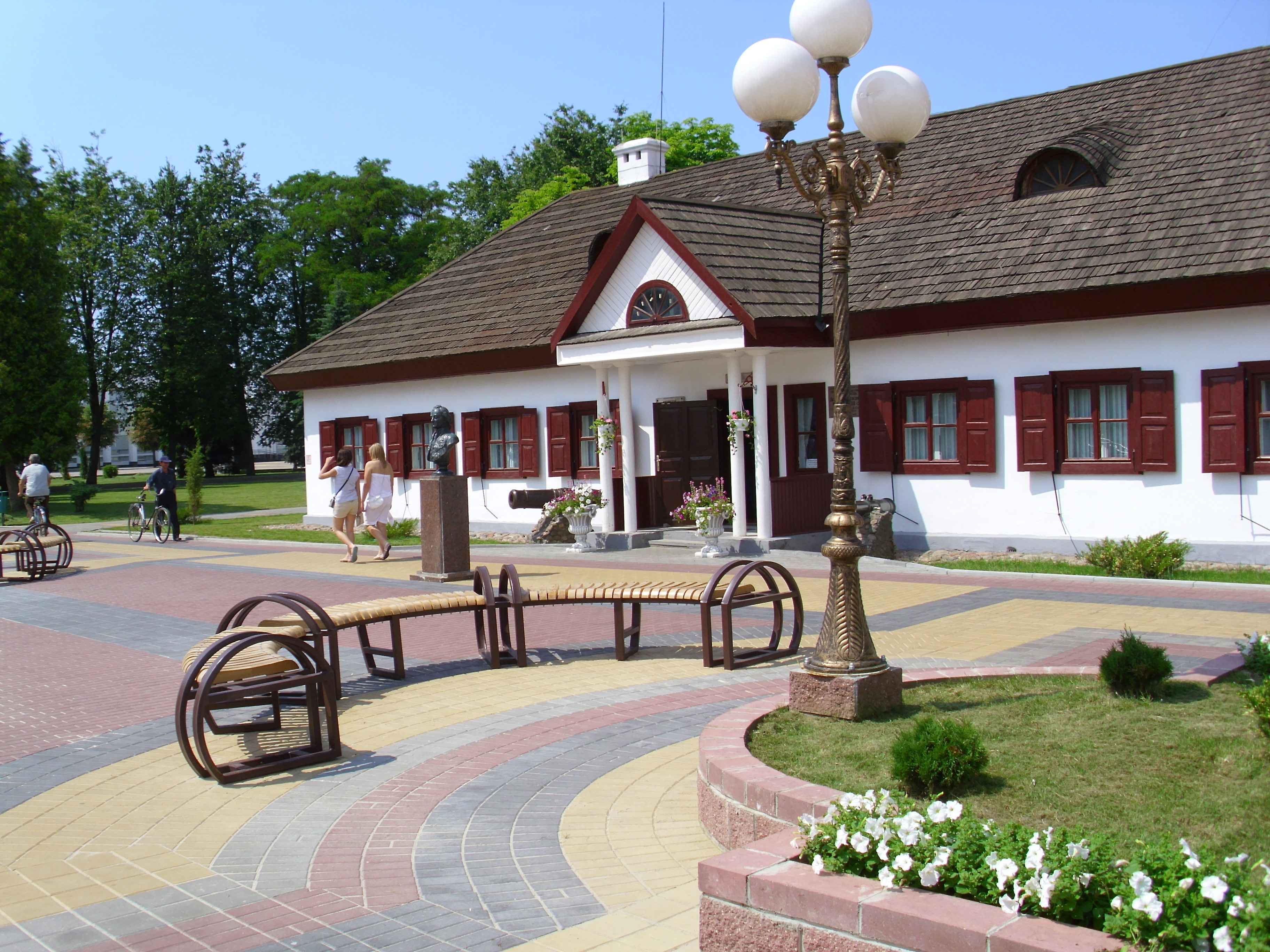
Дом-музей А. В. Суворова
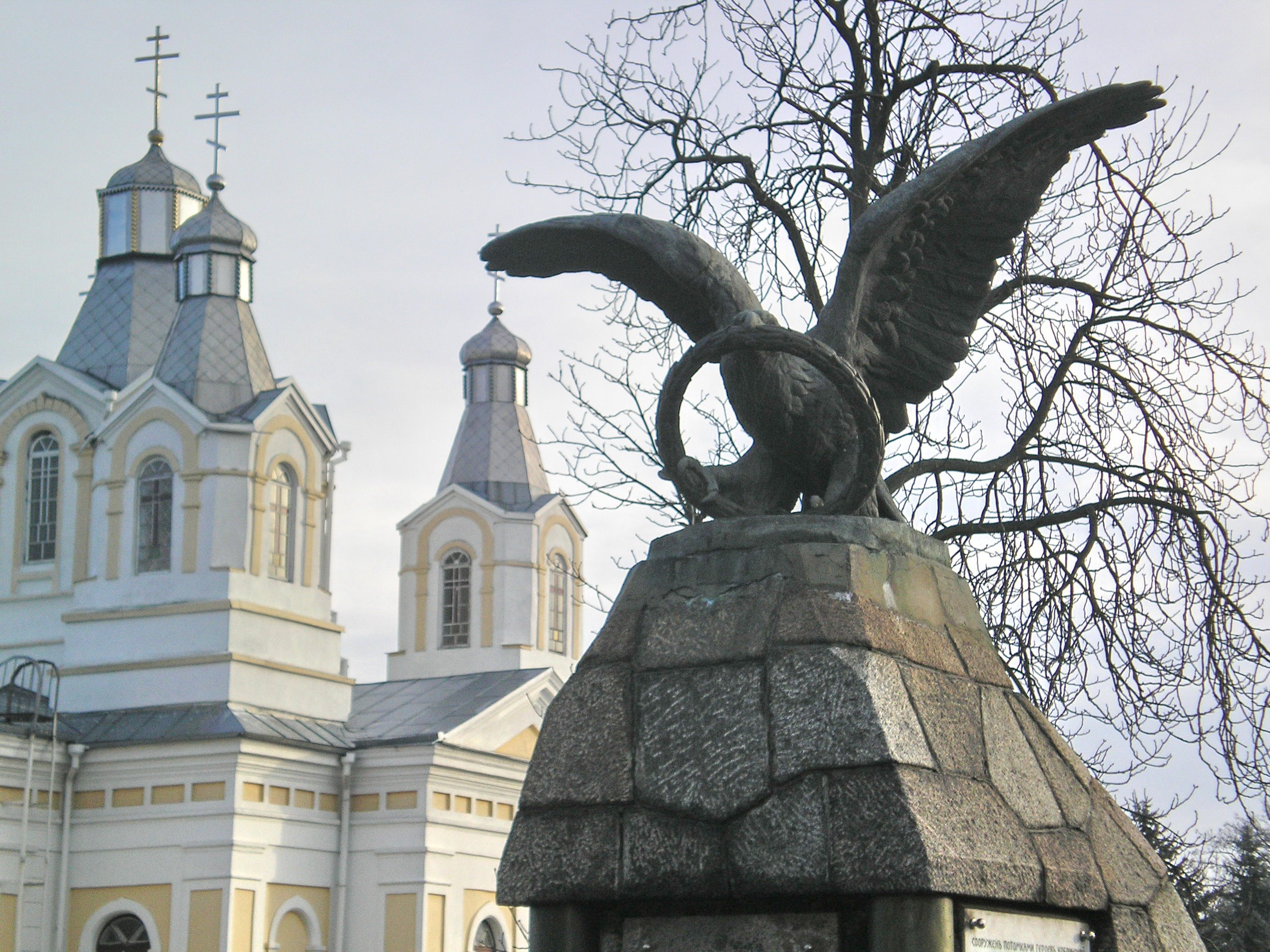
Памятник в честь победы над Наполеоном на фоне собора Александра Невского

 Бельск-Подляски (Польша)

 Враца (Болгария)

 Гларус (Швейцария)

 Гусев (Россия)

 Ильцен (Германия)

 Кагул (Молдавия)

 Киверцы (Украина)

 Ливны (Россия)

 Мендзыжец-Подляски (Польша)

 Тихорецк (Россия)

## Спорт
Действует Спортивная школа олимпийского резерва (КСДЮШОР). В 2021 году открыто отделение по теннису.

## В филателии и нумизматике
- 19 сентября 2009 года выпущена в обращение почтовая марка «Герб Кобрина» из серии «Гербы городов Беларуси»[47].

## В топонимике
- Улица Кобринская — в Бресте, Пружанах, Жабинке, Малорите, Лунинце, Пинске, Могилёве, Минске и других населённых пунктах.

## Комментарии
1. ↑  См. Карта Белорусской железной дороги Архивная копия от 24 ноября 2009 на Wayback Machine.
2. ↑  По курсу на 18 сентября 2009 года. Нацбанк РБ. Архивная копия от 5 марта 2016 на Wayback Machine
3. ↑  Монастырь известен с XV века. Второй половиной XVIII века датируется единственное сохранившееся здание — ныне центральное здание восстановленного монастыря.
4. ↑  Ныне в здании расположена экспозиция дом-музей Суворова.
5. ↑  Впервые упоминается под 1465 годом. В 1862—1864 годах на этом месте частично из останков ветхой церкви построено новое здание. В 1913 году это было перенесено с Базарной площади (ныне площадь Свободы) на окраину (улица Пинская, ныне Первомайская), где находится и поныне.
6. ↑  На этом же постаменте в 1920 году польскими властями взамен разрушенного во время немецкой оккупации памятника был установлен бюст Тадеуша Костюшко, который простоял до 1951 года. Ныне этот бюст установлен перед домом-музеем Костюшко в Малых Сехновичах. См. Вакол бетоннага Касцюшкі Архивная копия от 24 июня 2016 на Wayback Machine.